# Listă de filme sovietice din 1958
- Filme sovietice din: 1957 — 1958 — 1959

Aceasta este o listă de filme produse în Uniunea Sovietică în 1958.
| Titlu                               | Titlu original                    | Regizor                                    | Distribuție | Gen                  | Note                 |
| ----------------------------------- | --------------------------------- | ------------------------------------------ | --- | -------------------- | -------------------- |
| 1958                                |                                   |                                            | |                      |                      |
| Pe Donul liniștit                   | Тихий Дон                         | Serghei Gherasimov                         | Piotr Glebov, Elina Bystritskaya, Zinaida Kiriyenko                                                                | Dramatic             | [ 1 ]                |
| Krasa Nenagliadnaia                 | Краса ненаглядная                 | Vladimir Degtyaryov                        | Erast Garin, Georgiy Vitsin                                                                                        | Animație             | [ 2 ] [ 3 ]          |
| Comunist                            | Коммунист                         | Yuli Raizman                               | Yevgeni Urbansky, Sofia Pavlova, Boris Smirnov                                                                     | Dramatic             | [ 4 ]                |
| Ce. P. - Cerezviceainoe proișestvie | Ч. П. — Чрезвычайное происшествие | Viktor Ivchenko                            | Mikhail Kuznetsov, Aleksandr Anurov, Vyacheslav Tikhonov, Taisia Litvinenko, Anatoly Solovyev, Giuli Chokhonelidze | Dramatic             | [ 5 ] [ 6 ] [ 7 ]    |
| Shiroka strana moia                 | Широка страна моя                 | Roman Karmen                               | | Documentar           | [ 8 ] [ 9 ]          |
| Jenih s togo sveta                  | Жених с того света                | Leonid Gaidai                              | Rostislav Plyatt, Georgy Vitsin, Vera Altayskaya, Rina Zelyonaya                                                   | Comedie, scurtmetraj | [ 10 ] [ 11 ] [ 12 ] |
| Idiotul                             | Идиот                             | Ivan Pyryev                                | Yuri Yakovlev, Yuliya Borisova, Nikita Podgorny, Vera Pashennaya, Sergey Martinson                                 | Dramatic             | [ 13 ] [ 14 ]        |
| Delo bilo v Penkove                 | Дело было в Пенькове              | Stanislav Rostotsky                        | Maya Menglet, Svetlana Druzhinina, Vyacheslav Tikhonov                                                             | Romantic, dramatic   | [ 15 ] [ 16 ]        |
| Mister Iks                          | Мистер Икс                        | Yuli Khmelnitsky                           | Georg Ots | Muzical              | [ 17 ] [ 18 ] [ 19 ] |
| Copiii altora                       | Чужие дети (სხვისი შვილები)       | Tenghiz Abuladze                           | Tsitsino Tsitsishvili, Otar Koberidze                                                                              | Dramatic             | [ 21 ]               |
| Nad Tissoi                          | Над Тиссой                        | Dmitri Vasilyev                            | Afanasi Kochetkov, Tatyana Konyukhova, Nina Nikitina, Andrey Goncharov                                             | Polițist, thriller   | [ 22 ] [ 23 ]        |
| Atamanul Codrilor                   | Атаман Кодр                       | Mihail Kalik, Boris Ritarev, Olga Ulitkaia | Semion Moldovan, Oleg Pavlovschi                                                                                   | Dramatic             | Moldova Film         |